# Blaze (groupe américain)
Pour les articles homonymes, voir Blaze.
Blaze est un groupe de producteurs et remixeurs de Newark, New Jersey, produisant principalement de la deep house et du garage.
Leurs premières productions sont assez influencée par le rhythm and blues, tout en étant proche des scènes house naissantes de New York et du New Jersey. Pendant les années 90, en plein boom de la scène House le côté électronique se fait plus ressentir, notamment dans les claviers. Malgré tout une grande part de leurs productions est vocale, avec des incursions dans la soul, le gospel, l'afrobeat et le jazz.

## Biographie
À l'origine le groupe est un trio composé de Joshua Alexander Milan aux claviers, de Chris Herbert au chant et Kevin William Hedge à la production. Il a été créé en 1984, après que Chris Herbert ait présenté Josh Milan, un membre de sa chorale d'église, à Kevin Hedge, son ami d'enfance. Le nom Blaze s'inspire du groupe Earth, Wind and Fire, une de leurs influences majeures.
Deux ans après leur création, le groupe se fait un nom dans le milieu Deep house et Garage grâce à des productions vocales comme If You Should Need A Friend, Can't Win For Losin' ou Whatcha Gonna Do (avec Colonel Abrams). C'est ce dernier titre, joué régulièrement par le légendaire DJ Larry Levan au non moins légendaire club de Manhattan le Paradise Garage, qui donnera la conviction à Kevin Hedge de continuer dans cette voie.
Ces premiers succès leur permettent alors d'être signé sur le légendaire label soul et rhythm and blues Motown en tant que musiciens et remixeurs grâce à Timmy Regisford, alors DJ à la radio WBLS de New York. Ce dernier, chargé du développement des artistes (A&R) pour le label, qualifie alors leur musique de « suffisamment énergique pour les clubs tout en gardant l'intégrité des chansons ».
En 1990 ils deviennent artistes à part entière de Motown, qui sort leur premier album 25 Years Later.
L'année suivante, Chris Herbert, chanteur attitré du groupe, se sépare du groupe afin de se consacrer au rhythm and blues. Dès lors, tout en gardant une orientation principalement vocale, "soulful" et des textes soignés, Josh Milan et Kevin Hedge produisent de nombreux morceaux Deep House, comportant une face électronique plus marquée, notamment dans les claviers, dont certains projets plus underground tels que The Blaze Tracks EP (sous le nom de Funky People).
Dans les années 90 le duo restant collabore avec les labels Easy Street Records, 157 Shelter records, King Street Sounds et Funky People. Sous le nom de Blaze sortiront de nombreuses productions tels que les classiques My Beat, Lovelee Dae, Wishing You Were Here ainsi que pour d'autres artistes. Notamment sur plusieurs morceaux figure Alexander Hope au chant -qui n'est autre que Josh Milan lui-même- ou d'autres artistes tels que Cassio Ware ou Palmer Brown. Les morceaux Hide Away de De'Lacy sorti en 1994 et remixé par Deep Dish ainsi que My Desire d'Amira sorti en 1997 connaîtront un grand succès à l'échelle mondiale et sont aujourd'hui considérés comme des classiques de la musique house.
Plus récemment, plusieurs morceaux ont été produits pour le label anglais Slip'n'Slide ainsi que deux rétrospectives The Many Colours Of Blaze en 1997, Basic Blaze en 1999 et un album Spiritually speaking en 2002.
En 2001 paraît sur le label japonais Lifeline records l'album Natural Blaze, sous licence de 157 Shelter records. Il est intitulé Blaze presents a James Toney Jr. Project, en hommage à un ami d'enfance.
En 2004 Blaze a collaboré avec Louie Vega, membre des Masters at Work sur son premier album solo Elements Of Life.
La même année, le morceau Most Precious Love, chanté par Barbara Tucker et remixé par Dennis Ferrer, sorti d'abord chez King Street Sounds puis réédité par Defected, connaît un grand succès mondial. Nommé dans plusieurs catégories aux House Music Awards en 2005, le morceau remporte la récompense de Essential Selection Track of the Year (du nom de l'émission de radio de Pete Tong), tandis que Barbara Tucker remporte le prix de la meilleure performance vocale de l'année (Outstanding Vocal).
Depuis 2004 Kevin Hedge dirige le label Disco mythique Westend, à la fois sur la gestion du catalogue ainsi que sur le développement d'artistes actuels.
L'année 2007 voit la création de leur propre label Blaze Imprints, avec des rééditions de leurs classiques (My Beat, Elevation) ainsi que de nouvelles productions.
La qualité constante des productions fait de Blaze une équipe de producteurs et remixeurs les plus demandées dans le monde de la House, depuis les années 90 et encore aujourd'hui.
Au même titre que les Masters at Work, ils demeurent une des références dans le milieu de la House "soulful".

## Pseudonymes
- A Blaze Project
- Black Rascals
- The Colour Funky
- Exit
- Funky People
- In-Sync
- Klubhead
- Project MSC
- Stardust
- System VIII
- Underground Dance Artists United For Life

## Discographie sélective

### Singles
Blaze
1985 Yearnin'
1986 Whatcha Gonna Do, avec Colonel Abrams
1987 If You Should Need A Friend
1988 Can't Win For Losin'
1990 So Special, avec Timmy Regisford
1997 Lovelee Dae
1998 Seasons of Love
1998 My Beat, avec Palmer Brown
1999 Wishing You Were Here
1999 Funky People, avec Cassio Ware
2000 Home Is Where The Heart Is
2001 Jump 4 Love, avec Palmer Brown
2002 When I Fall In Love, avec Tee Alford et Sybil Lynch
2002 Breathe
2002 I Remember House, avec Palmer Brown
2002 How Deep Is Your Love, avec Alexander Hope et Timmy Regisford
2003 I Think of You, avec Amira
2004 Found Love
2005 Gloria's Muse (The Yoga Song)
2005 Here with Me
Underground Dance Artists United For Life
2003 Be Yourself, avec Joi Cardwell
2003 We Are One
2004 Most Precious Love, avec Barbara Tucker.
2005 Wonderful Place, avec Ultra Naté
Funky People
1995 The Blaze Tracks EP, avec Cassio Ware, Tee Alford et Allen Jeffrey
1995 Funky People, avec Cassio Ware et Sabrina Johnston
1996 Lift Him Up, avec Talipharaoh et Su Su Bobien
1999 Funky People (Remixes), avec Cassio Ware et Sabrina Johnston
Blaze presents a James Toney Jr. Project
2000 Elevation
2001 Afro-Groove
2001 Lovely Ones
2002 Better Days
Autres pseudos
1988 Reachin', sous le nom Phase II, avec Jerry Edwards et Vincent Herbert
1989 Love Will Find A Way / Blazin', sous le nom Stardust
1998 When I Fall In Love, sous le nom The Klub Family, avec Tee Alford et Sybil Lynch

### Albums
1990 25 Years Later
1997 Basic Blaze
1999 The Many Colours of Blaze
2001 Natural Blaze, sous le nom Blaze presents a James Toney Jr. Project
2002 Spiritually Speaking
2004 The Instrumentals Project
2004 Keep Hope Alive, sous le nom Underground Dance Artists United for Life

### Productions pour d'autres artistes
1992 Cassio Ware - Baby Love
1993 Sabrynaah Pope - It Works For Me
1993 Kechia Jenkins - Goin' Through The Motions
1993 Alexander Hope - Saturdays
1994 Cassio Ware - Fantasy, avec Sajaeda
1994 De'Lacy - Hideaway
1995 Alex & Rai - For The Love Of You
1997 Amira - My Desire
1997 Alexander Hope - Never Can Get Away
2004 Alexander Hope - Big Mistake
2005 Stephanie Cooke - Love Will

### Coproductions
2000 Louie Vega - Elements of Life
2002 Louie Vega - Brand New Day
2006 Catalan FC & Sven Löve - All About Love